# 集合の圏
数学の一分野である圏論において、集合の圏（しゅうごうのけん、英: category of sets）Set (あるいは {\displaystyle {\mathcal {Sets}}} などとも書く) は、その対象の成す類が集合全体の成す類であるような圏である。ただし、対象の間の射の類は、集合 A, B に対して f: A → B を任意の写像とするとき、(f, A, B) の形に書ける三つ組全体の成す集合によって与えられる。
- 対象の類: Ob(Set) ≔ {集合},
- 射の集合: MorSet(A, B) = Hom(A, B) ≔ {(f, A, B)  |  f: A → B は写像} (A, B ∈ Ob(Set)),
- 射の合成: f, g ∈ Hom(A, B) の合成 g ∘ f は写像の合成

他に多くの具体圏と呼ばれる圏（例えば 群の圏（対象は群で、射は群準同型）など）は、集合の圏の対象に構造を加えたものを対象とし、射は特定の種類の写像に制限したものを考えることによって与えられる。

## 集合の圏の性質
- 集合の圏 Set におけるエピ射（圏論的全射、全型射）は上への写像（集合論的全射、全写像）であり、モノ射（圏論的単射、単型射）は一対一（集合論的単射、単写像）である。また同型射は集合論的双射（全単射）で与えられる。
- 集合の圏 Set における始対象は空集合（に空写像をその唯一の射と考えたもの）で与えられ、終対象は任意の単集合（で、始域のすべての元をその唯一の元に写す写像を射としたもの）で与えられる。ゆえに集合の圏 Set において零対象は存在しない。
- 集合の圏 Set は完備かつ余完備である。Set における積（圏論的直積）は集合のデカルト積（集合論的直積）で与えられ、余積（圏論的直和）は非交和（集合論的直和）で与えられる。
- 集合の圏 Set は具体圏（英語版）の原型であり、圏が具体的 (concrete) であるとは適当な意味において Set 「のように」扱えることを意味している。
- 任意の二元集合が Set の分類子（英語版）となる。集合 A の（トポスの意味での）冪対象は A の冪集合 𝒫(A) で与えられ、集合 A, B の指数対象は A から B への写像全体の成す集合（配置集合）BA で与えられる。すなわち Set はトポス（特にデカルト閉）である。
- 集合の圏 Set はアーベルでも加法的でも前加法的でもない。 右零射は空写像 ∅ → X で与えられる[1]。
- Set の始対象でない任意の対象は入射的かつ（選択公理を仮定すれば）射影的である。

## 圏論の基礎付け
ツェルメロ–フレンケル集合論 (ZF) において、集合全ての集まりは集合でない（これは基礎の公理から従う）。集合でない集まりのことを真の類と呼ぶが、真の類は集合を扱うようには扱えず、特にそれら真の類は（集合あるいは真の類の何れの意味でも）集まりに属するものと書けない。これは問題である、というのもこのような設定の下では集合の圏を直接的に定式化することができないことを意味するからである。
そのような問題を解決する一つの方法は、正しく真の類を扱うことのできる体系（例えばNBG集合論）の中で議論することである。この設定において、集合から構成される圏は小さいといい、集合の圏 Set のように真の類を成すような圏は大きいと言う。 
別な解決法としてはグロタンディエック宇宙の存在を仮定することが挙げられる。厳密さをさておけば、グロタンディエック宇宙とはそれ自身が ZF(C) のモデルとなるような集合をいう（例えば、ある集合が一つの宇宙に属するならば、その任意の元も同じ宇宙に属し、あるいはその冪集合もまた同じ宇宙に属する）。グロタンディエック宇宙の存在性は（空集合の存在および遺伝的有限集合全体の成す集合 Vω の存在を除いて）通常の ZF の公理系からは導かれない。すなわちグロタンディエック宇宙の存在は追加の独立な公理であって、おおまかには強到達不能基数と同値である。この追加の公理を仮定するならば、集合の圏 Set の対象は特定の宇宙に属するものだけに制限して考えることができるようになる（注意すべきは、このモデル内に「集合全ての成す集合」は存在しないが、宇宙 U の元として「内部集合」を考えるならば、内部集合すべての成す類 U はきちんと意味を成すことである）。
同様の方法論の一種に、集合全ての類はグロタンディエック宇宙全体の成す塔 (entire tower) の合併に等しいとするものがある（この合併は真の類でなければならないが、各グロタンディエック宇宙は集合である。実際、それはより大きなグロタンディエック宇宙に属する元になっている）が、これは「集合全体の成す圏」を直接的には扱えない。それでも、議論に現れる各定理を、十分大きなグロタンディエック宇宙 U に属する元を対象とする圏 SetU の言葉で表して、それらが特定の U の取り方に依存しないことを言えば十分である。圏論の基礎として、このやり方は真の類を直接に意味づけることのできないタルスキ–グロタンディエック集合論のような体系とはよく馴染む。このような場合の主な欠点は、ある定理が SetU では真だが Set の定理としては真でないことが起こり得ることである。
他の解決法やうえで述べた方法の変種も様々に提案されている。
同じ問題はほかの具体圏、例えば群の圏や位相空間の圏などでも生じる。

## 注
1. ↑  Section I.7 of Pareigis 1970
2. ↑  Mac Lane 1969
3. ↑  Feferman 1969
4. ↑  Blass 1984